# Crkva sv. Kate u Tugarama
Crkva sv. Kate nalazi se u Tugarama, na području Grada Omiša.

## Opis
Crkva sv. Kate smještena je na istaknutom položaju u srednjim Poljicima i njoj gravitiraju sjeverni tugarski zaseoci. Prvi se put spominje u 14. stoljeću. Jednobrodna je građevina s izduženom pravokutnom apsidom i bočnom kapelom na sjevernoj strani. Zidana je lomljenim kamenom u obilnom vezivu, a presvedena je prelomljenim svodom i pokrivena dvostrešnim krovom od kamenih ploča. Sa strana glavnih vrata su dva manja kamena otvora, a vrh pročelja je barokna preslica s tri otvora za zvona. U unutrašnjosti su sačuvana dva drvena oslikana predoltarnika iz 17. stoljeća, a na glavnom oltaru je drvena pala slikara Mateja Otonija.

## Zaštita
Pod oznakom Z-6316 zavedena je kao nepokretno kulturno dobro - pojedinačno, pravna statusa zaštićena kulturnog dobra, klasificirano kao "sakralna graditeljska baština".